# Badrinath
|  | Per a altres significats, vegeu «Badrinath (desambiguació)». |

Badrinath és una ciutat a la subdivisió de Lalbag al districte de Murshidabad a Bengala Occidental, a la dreta del Bhagirathi-Hoogly, a pocs quilòmetres d'Azimganj. Queden restes de cases, un palau, i un fort; hi ha també columnes gravades amb caràcters palis segurament d'època budista, i s'han trobar monedes d'or i pots i objectes trencats, però res aclareix la història del lloc. Sota domini musulmà es va dir Ghiyasabad, en honor de Ghiyas al-Din, un dels reis paixtus de Gaur que hi hauria estat enterrat.